# Joanna Brom

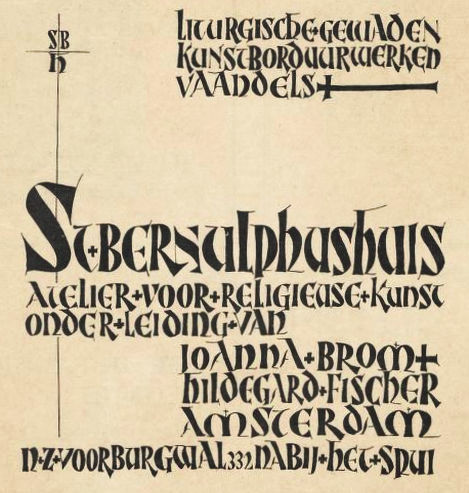
Advertentie van het Sint-Bernulphushuis (1931)

Joanna Wilhelmina Francisca Paula Brom (Utrecht, 8 november 1898 – aldaar, 29 mei 1980) was een Nederlandse edelsmid en emailleur.

## Leven en werk
Brom was een dochter van edelsmid Jan Hendrik Brom (1860-1915) en Agatha Maria Constantia de Charro. Ze kreeg haar opleiding in Duitsland, bij Maria Cyrenius in Salzburg, A. Hoffmann in Wenen, H. Hilbert in Berlijn en K. Hasenohr in Leipzig. Ze ging aan de slag in het familiebedrijf Edelsmidse Brom in Utrecht en had vanaf 1931 de leiding over het Sint-Bernulphushuis in Amsterdam. Ze woonde met haar moeder en haar latere schoonzus Hildegard Fischer boven de winkel, die in 1936 werd opgeheven. Brom bleef ongehuwd en woonde ook na het huwelijk van Fischer met haar broer Jan Eloy Brom bij hen in.
Brom verfraaide de kerkelijke voorwerpen die in de edelsmidse werd gemaakt; monstransen, kelken, vazen en schalen werden door haar met email versierd. Daarnaast maakte ze sieraden en portretminiaturen in email. In 1937 won ze de grand prix voor email op een tentoonstelling in Parijs. Ze werkte tot 1958 in het bedrijf. Brom was onder meer lid van de Nederlandsche Vereeniging voor Ambachts- en Nijverheidskunst en het Genootschap Kunstliefde.
De kunstenares overleed op eenentachtigjarige leeftijd.
- Biografisch Portaal: 14362233
- International Standard Name Identifier: 0000 0003 9285 4179
- Nederlandse Thesaurus van Auteursnamen: 238557049
- RKD-Nederlands Instituut voor Kunstgeschiedenis: 12906
- Union List of Artist Names: 500550010
- Virtual International Authority File: 287009019
- WorldCat: E39PBJqfCDBCMbx96k9gWwQKBP